# ولی (امیدیه)
ولی (امیدیه)، روستایی از توابع بخش جایزان شهرستان امیدیه در استان خوزستان ایران است. این روستا دارای مکان های طبیعی و گردشگری زیادی می باشد که مخصوص دوست داران پیاده روی و تفریح است. رودخانه‌ ‌ی روستا جای بسیار دیدنی، زیبا و تفریحی است که حدودا 2 کیلومتر با روستا فاصله دارد. امامزاده‌ ی روستا که امامزاده ابراهیم (ع) نام دارد هر ساله میزبان گردشگران و زائران زیادی است مخصوصا در روز عاشورا و اربعین. روستای ولی قدمت زیادی دارد و به گفته ی بزرگان روستا، این روستا سال های سال دارای سکنه بوده است. نام دیگر این روستا (ده ولی) است که اکثراً مردم روستا و مردم محلی آن منطقه این نام را به زبان می‌آورند.